# اللكيدة (خنفر)

تعديل مصدري - تعديل

اللكيده هي إحدى قرى عزلة جعار بمديرية خنفر التابعة لمحافظة أبين، بلغ تعداد سكانها 843 نسمة حسب تعداد اليمن لعام 2004.